# 走れ!サユリちゃん
『走れ！サユリちゃん』（はしれ！サユリちゃん）とは、2015年11月27日から毎週金曜日にインターネット配信される、全4回のWEB限定ドラマである。内容は日本における大学生の恋模様を題材としたラブコメディーとなっている。
日本テレビ動画サイト「日テレ無料!(TADA)」およびJRA新エンターテインメントサイト「Umabi」にて配信。2016年3月31日までアーカイブ視聴可能。
父は現役の競走馬（競馬）、母は人間、2人の間に生まれた娘のサユリは、頭は馬であるが、それ以外はごく普通の女子大生。そんなサユリを中心に巻き起こる、ちょっぴりユニークな青春ラブコメディ。画面の絵面はシュールであるが、ストーリーは奇抜なものではなく、本筋にはサユリの馬顔は関わってこない。バタバタ会以外の人物がサユリの馬顔に驚くなどといった描写もない。だが物語の最後では現役の競走馬であるサユリの父の成績がサユリの恋の行方に若干の影響を及ぼす。
エンディングテーマ曲は、小室哲哉、神田沙也加（TRUSTRICK）、Tofubeatsからなるコラボユニット、TK feat. TK「#RUN」（ハッシュラン）。

## あらすじ
筑馬大学4年の馬場サユリは現在就職活動中。大学入学以来、同じサークルに所属し、バタバタ会として仲良く過ごしてきた4人組、サユリ、宗次郎、玲奈、純平。4人は卒業の思い出作りに、卒業が5ヵ月後と迫った時期、4人の入学後初めての思い出の地陣馬山へのハイキングを計画する。大学入学以来、ずっと宗次郎に思いを寄せるサユリは、思いを伝える機会をずっと伺っていたが、なかなか上手く行かないでいた。
ハイキングの当日、陣馬山山頂で突然、玲奈が宗次郎に好意を告白し、二人は交際を開始する。だがその様子を、サユリは目撃してしまった。傷心のサユリに対し、以前からサユリに好意を抱いていた純平もそれを告白。半ば強引にサユリの唇を奪う。サユリにとってはファーストキスであった。（第一話）
宗次郎への想いを忘れられなかったサユリは、純平からの交際申し込みに対し、「今日中に四つ葉のクローバーを100本持ってこい」と言う無理難題を突きつけるが、純平は「100本くらいじゃ諦めきれへん」と、東京中の公園を探し回り100本の四つ葉のクローバーをサユリの自宅へ届け、こちらの二人も交際を開始することになる。（第二話）
だが卒業も差し迫ったある日、純平と玲奈が補習で席を外し、学内のカフェテリアでサユリと二人きりになった宗次郎は突如、サユリと純平が交際しだしてから自分の本当の気持ちにやっと気が付いた、この気持ちに嘘つきたくない、などと心情を告白し、「好きだ」と言う言葉を吐くや否やサユリの唇を奪う。サユリもそれを受け入れ、彼の腰に手を回す。だが、純平と玲奈が補習が休講となってしまったため引き返してきてしまい、まさに接吻中の姿を目撃されてしまう。（第三話）
カフェテリアは修羅場と化し、順平は宗次郎を殴りつけ、サユリに俺を受け入れてくれたんは嘘やったんか、と責める。
宗次郎はさっきのキスは俺が無理矢理しただけだと事情を説明するが、玲奈は二人が以前から交際していたのではないか、恋愛相談などを受けながら裏で笑っていたんじゃないか、もう誰も信じられないと言ってその場を去る。順平も「俺らもう終わりやな」と言い放ち退席する。四年間仲良く活動していたバタバタ会は崩壊したかに見えた。
自分のせいで大切な友達を失ったと自室のベッドの中で泣き続けるサユリであったが、母・サナエの、「馬は決して嘘をつかない」、「大切な友達なら簡単に諦めてはいけない」と言う励ましを受け、サユリは電子メールを用い、日本中央競馬会の重賞レース、有馬記念が行われる12月第4日曜日（第4日曜日はバタバタ会の定例のイベント日でもある）の中山競馬場に、バタバタ会の三人を電子メールで呼び出す。さゆりは三人は絶対に来てくれないと思っていたが、彼らは欠けることなくはそこに姿を現した。
純平と玲奈はもう二人の裏切りにはこだわっておらず、サユリと純平は晴れてサークル公認のカップルとなった。
しかし純平は翌年4月より、就職先の企業の研修でフランスへ行くことになっていた（第三話）。このため二人は数ヵ月後には遠距離恋愛を強いられる運命となっていた。だがこの日の有馬記念には、サユリの父・馬場哲夫が出走しており、もし優勝すれば翌年10月フランスで行われる重賞レース、凱旋門賞に出走することができ、10月に二人はフランスで逢うことができる。
そして有馬記念がスタートし、サユリたちが哲夫を応援する場面で、このドラマは幕を降ろす。（第四話）

## キャスト

### 筑馬大学

#### バタバタ会
筑馬大学の同級生4人で構成される、みんなで楽しい所に出掛けることを目的としたサークル（日本語で言うところの同好会、倶楽部活動）。4人は入学時から4年間、仲良く活動を続けていた。サユリの馬顔については周知のようで、純平は美味な料理を食せばサユリを指さして「うまっ！」、サユリが「もう！」と言えば、「それは牛やないか」、玲奈も馬をあしらったポーチらしきものを見て「これサユリに似てない？」（サユリは否定…）と言った具合である。（第四話）。
馬場サユリ
声 - 竹達彩奈、スーツアクター - 生駒尋美
競走馬（馬齢不詳）を父に、人間の女性を母に持つ。頭は馬、それ以外はごく普通の女子大生。宗次郎に思いを寄せる。馬顔なので350度の視界を持ち、背後から忍び寄ることは困難。また、その脚は長距離適性を備えている可能性がある（第一話)。普通に写真を撮ろうとすると自分の鼻がフレームに入ってしまうため、注意を要する。純平は人の嫌がることを進んで行うサユリの性格に惹かれたと語っている。
橘宗次郎
演 - こんどうようぢ
バタバタ会の一員。大学の入学試験当日に消しゴムを忘れたサユリに消しゴムを貸したことがきっかけでさゆりに好意を持たれる。自身は玲奈と交際することになるまでその気持ちに気付かなかったが、サユリに好意を持つ。玲奈によればずっとサユリを見ていたとのことであり、また純平によれば、家は裕福だとのこと（第三話より）。
武富玲奈
演 - 筧美和子
バタバタ会の一員。宗次郎に思いを寄せ、一端は交際に至る。
木場純平
演 - 大倉士門
バタバタ会の一員で、関西弁を話し、良く軽口を叩き、ボケもツッコミもこなす。サユリに思いを寄せ、一旦は交際に至る。サユリへの想いについては、よく玲奈に相談していた。なおサユリの母・サナエによれば、サユリの父である哲夫（馬）の若い頃とそっくりであるという。

#### アコースティックギター研究会
大学生A
演 - ドグマ風見
筑馬大学のカフェテリアにたむろする大学4年生。大学生Bの隣でいつもアコースティックギターを抱えている。留年確定。密かに玲奈に思いを寄せていたらしい。
大学生B
演 - 蛇足
筑馬大学のカフェテリアにたむろする大学4年生。大学生Aの隣でいつもアコースティックギターを抱えている。密かに玲奈に思いを寄せていたらしい。

### 馬場家
馬場哲夫
演 - ポートマジン号
サユリの父。現役の競走馬であり、重賞レースである有馬記念に出場できる程の実力馬。馬齢不詳。レース時のゼッケンは「ババテツオ」。
馬場サナエ
演 - 高岡早紀
サユリの母。

## その他
主人公であるサユリは劇団M.M.Cに所属する役者・ダンサー・スーツアクターである生駒尋美が演じている。また撮影時には生駒がサユリのセリフを喋っているが（）、撮影後に改めて声優の竹達彩奈がアフレコを行っている。竹達は撮影現場にも足を運び（全てであるか一部であるかは不明）、一部については現場で声を入れたようで、ドラマの撮影の現場に参加することができた事を喜ばしく思ったという。（）なおメインキャストたちはインタビューで、本ドラマの企画を聞いたときにどういうことだと首をひねったと語っている。また、こんどうようぢは本作が俳優としてのデビュー作となり、演技自体も初挑戦であるが、今後も機会があれば俳優業に挑戦していきたいとしている（）。
サユリのかぶりものは重量約5kg（）、リモートコントロールで口などを動かす事が可能（）。スーツアクターの視界は口からのみとなっている（）。

## スタッフ
- 脚本 - 吹原幸太
- 構成 - 都築浩
- 演出 - 岩﨑マリエ
- 音楽 - 信澤宣明
- テーマソング - TK feat. TK「♯RUN」
- ロケ協力 - 中山競馬場、馬事公苑
- 技術協力 - ビデオスタッフ
- 照明協力 - ザ・ホライズン
- 音響効果 - メディアハウスサウンドデザイン
- 美術協力 - BEENS
- プロデューサー - 山崎大介、伊藤裕史、松永洋一
- チーフプロデューサー - 太田正仁
- 制作協力 - 電通、電通クリエーティブX（クロス）
- 企画・制作 - AX-ON
- 制作著作 - 日本テレビ

## 主題歌
『♯RUN』（ハッシュラン）
作詞作曲 - 小室哲哉 / トラックメイキング - tofubeats / ボーカル - 神田沙也加(TRUSTRICK）
曲 - TK feat. TK（配信シングル名義は「小室哲哉 feat. 神田沙也加(TRUSTRICK) & tofubeats」）

## 配信日程
| 各話  | 放送日   | サブタイトル |
| ----- | -------- | ------------ |
| 第1話 | 11月27日 |              |
| 第2話 | 12月04日 |              |
| 第3話 | 12月11日 |              |
| 第4話 | 12月17日 |              |